# Limacus
Limacus ist eine Gattung (oder Untergattung) der Nacktschnecken-Familie der Schnegel (Limacidae) aus der Unterordnung der Landlungenschnecken (Stylommatophora). Sie wurde früher meist als Untergattung von Limax oder als Synonym von Limax angesehen. In vielen neueren Arbeiten wird sie nun als eigene Gattung aufgefasst, in anderen Arbeiten als Untergattung von Limax. Die Gattung umfasst derzeit nur zwei Arten, die ursprünglich wohl auf Südeuropa beschränkt waren. Inzwischen ist aber eine der beiden Arten anthropogen nahezu weltweit verschleppt worden und kann dort als Neozoe beträchtliche Schäden an Kultur- und Gartenpflanzen anrichten.

## Merkmale
Die beiden Vertreter der Gattung Limacus werden erwachsen etwa 7 bis 13 cm lang und sind vergleichsweise schlank. Der Kiel ist kurz und nur undeutlich ausgebildet. Die Farbe ist variabel, jedoch herrschen Gelbtöne bis Grüntöne vor. Das Farbmuster besteht aus unregelmäßig, nicht in Reihen oder Gruppen angeordneten, dunkleren Flecken. Der Darm weist drei Schlingen auf, von denen die 3. Schlinge sehr kurz ist. Die beiden Arten der Gattung besitzen zudem einen langen Blinddarm (im Gegensatz zu anderen Gattungen der Schnegel). Die Bursa copulatorix hat eine Verbindung zum Eileiter (nicht zum Penis wie bei den anderen Gattungen der Limacinae). Der Penis ist kürzer als die halbe Körperlänge. Prostata und Uterus, beide eng aneinanderliegend, ziehen sich fast bis zum Atrium, wo sie sich nicht weit entfernt von der Albumindrüse vereinen. Der Spermovidukt ist daher sehr kurz. 

## Geographische Verbreitung, Lebensraum und Lebensweise
Das Verbreitungsgebiet der beiden Arten war ursprünglich wahrscheinlich auf Süd- und Westeuropa beschränkt. Inzwischen ist zumindest der Bierschnegel anthropogen nicht nur europaweit verschleppt, sondern weltweit in gemäßigte Klimabereiche. Das ursprüngliche Verbreitungsgebiet ist daher nur sehr schwer abzugrenzen. Der früher als Kulturfolger des Menschen in Kellern häufige Bierschnegel ist heute aufgrund der besseren Lagerung von Lebensmittelvorräten selten geworden, in einigen Regionen ist er sogar vom Aussterben bedroht. Die beiden Arten fressen totes, selten auch frisches Pflanzenmaterial.

## Taxonomie
Das Taxon wurde 1864 von Rudolf Lehmann erstmals wissenschaftlich beschrieben. Einzige Art der neuen Gattung war Limacus breckworthianus, eine vermeintlich neue Art aus „Breckworth“ (Ort ließ sich nicht lokalisieren), Bundesstaat Victoria, Australien. Später stellte sich heraus, dass diese Art ein jüngeres Synonym von Limacus flavus (Linnaeus, 1758) (Bierschnegel) ist, eine bereits damals nach Australien verschleppte europäische Art. Meist wurde Limacus als Untergattung von Limax angesehen oder als jüngeres Synonym von Limax. Heute wird Limacus teils als eigenständige Gattung innerhalb der Unterfamilie Limacinae gewertet, teils als Untergattung von Limax. 
Derzeit werden nur zwei Arten (sicher) zur Gattung gestellt: 
- Bierschnegel (Limacus flavus (Linnaeus, 1758))
- Grünschnegel (Limacus maculatus (Kalenczenko, 1851))

Zwei weitere Arten sind unsicher. Sie werden von Evans (1986) als gute Arten bewertet, dagegen verwirft Wiktor (2001) sie als jüngere Synonyme von Limacus maculatus:
- Limacus pseudoflavus Evans, 1978
- Limacus grossui Lupu, 1971[7]

## Belege